# Kunstverein für Pommern
Der Kunstverein für Pommern war ein 1834 gegründeter Kunstverein für die drei Regierungsbezirke der Provinz Pommern mit Sitz in Stettin. 1910 wurde er in Pommerscher Verein für Kunst und Kunstgewerbe umbenannt. Der Verein wurde 1924 aufgelöst.

## Geschichte
Der Kunstverein für Pommern wurde mit Verabschiedung der Vereinsstatuten am 9. September 1834 gegründet und am 1. Oktober 1834 vom Königlichen Oberpräsidium für Pommern zugelassen. Die Provinzialbehörden und einige Stettiner Gymnasiallehrer wollten auf Betreiben des Malers und Zeichenlehrers Ludwig Most auf dem Gebiet der Kunst ermöglichen, was im organisierten Musikleben der Stadt bereits gut funktionierte. Den Verein leitete ein sieben- bis neunköpfiger Vorstand. Der preußische Thronfolger konnte als Schirmherr gewonnen werden. Bereits am Ende des Jahres 1834 registrierte der Verein 1034 Mitglieder. Zu den Mitgliedern des Vereins zählten hauptsächlich Kaufleute, Beamte, Gymnasialprofessoren und Gutsbesitzer. Die Mitgliederzahl blieb relativ konstant, so 1871 mit geringem Zuwachs 1309 Mitglieder. Der Historiker Carl Gustav Friedrich Hasselbach, der dem Verein von 1834 bis 1865 vorstand, prägte das Profil des Kunstvereins maßgeblich.
1910 wurde der Name des Vereins in Pommerscher Verein für Kunst und Kunstgewerbe geändert. 1924 erfolgte die Auflösung des Vereins. Mit der Ausstellungstätigkeit des professionell geführten Städtischen Museum Stettins war die organisatorische Arbeit des Vereins nicht mehr notwendig. Andere Vereinsaktivitäten übernahmen der Stettiner Museumsverein und die 1923 entstandene Städtische Schule für Kunsthandwerk.

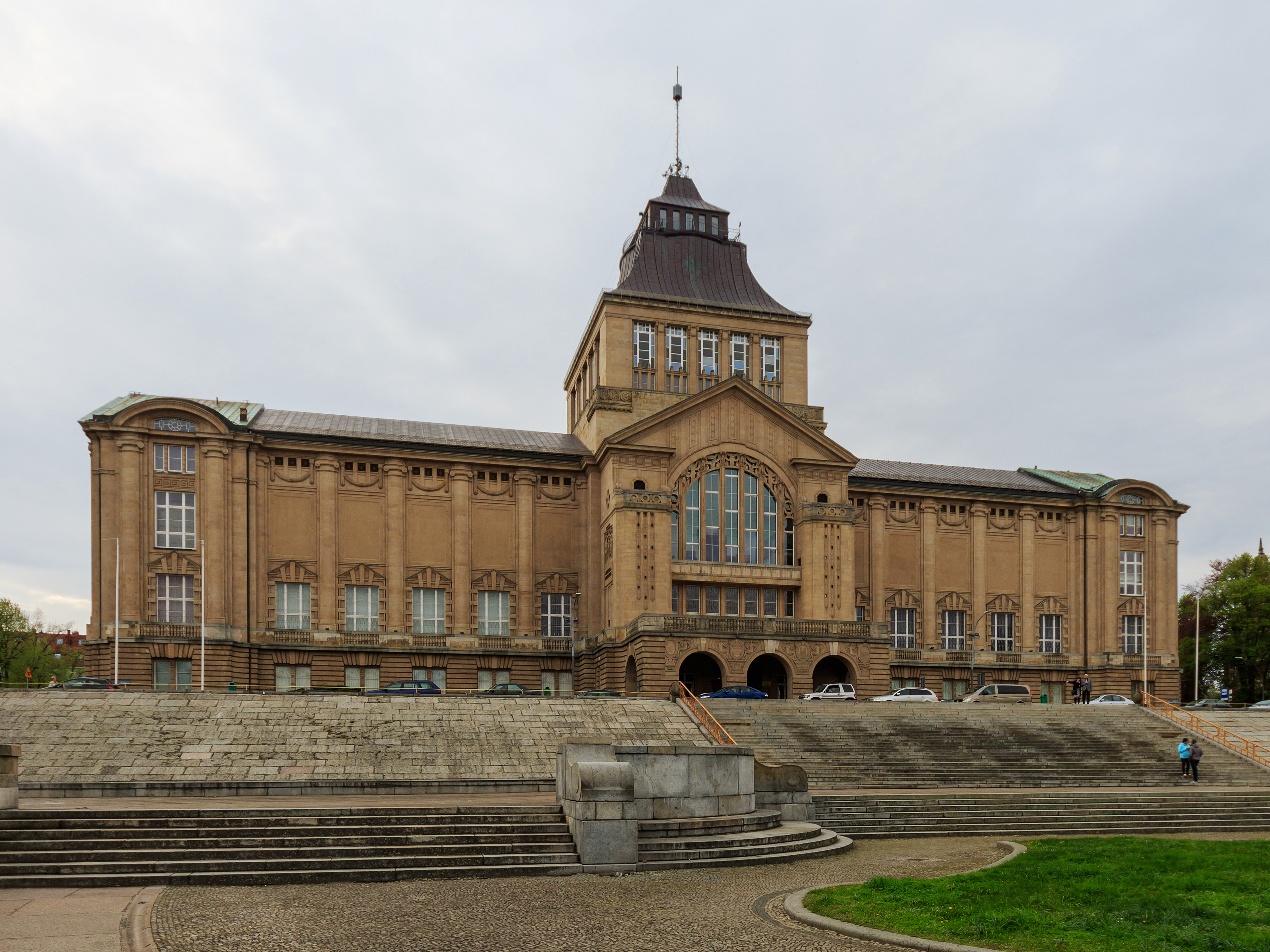
Das 1913 fertiggestellte Gebäude des Städtischen Museums, heutiger Zustand (Aufnahme von 2017)

## Ausstellungen
Die erste Ausstellung des Kunstvereins fand vom 20. April bis 20. Mai 1835 im Lokal des Schützenhauses statt. 381 Gemälde wurden gezeigt, davon 30 von Alten Meistern und 328 von zeitgenössischen Malern, 66 von Künstlern aus Pommern. Unter den ausstellenden Künstlern befanden sich unter anderem Gustav Adolph Hennig, August von Kloeber, Karl Ferdinand Sohn, Wilhelm Gail, Julius Hübner, Wilhelm Schirmer und Carl Friedrich Lessing. Verbunden mit der Ausstellung waren eine Kunstauktion, auf der 28 der ausgestellten Werke verkauft wurden, sowie eine Lotterie.
Die Preußischen Kunstvereine diesseits der Elbe, die Kunstvereine von Königsberg, Stettin und Breslau, einigten sich 1834 auf eine gemeinsame Kunstausstellung, die alle zwei Jahre (ab 1835) nacheinander in Königsberg (Januar), Stettin (April) und Breslau (Juni) gezeigt wurde.
Ab 1843 kaufte der Verein mit den Überschüssen aus Eintrittsgeldern, Katalogvertrieb und Lotterie Kunstwerke an, die den Grundstock für ein künftiges Stadtmuseum bildeten. Die erste Ausstellung der Sammlung wurde 1857 in der Stettiner Friedrich Wilhelms-Schule gezeigt. Seit 1913 richtete der Verein regelmäßig Ausstellungen im neu eröffneten Städtischen Museum an der Stettiner Hakenterrasse aus. Die letzte vom Verein betreute Ausstellung fand 1922 statt.

## Sammlung
Die Ankäufe für die Sammlung des Vereins orientierten sich an den neuen Entwicklungen in der deutschen und europäischen Kunst. So dominierten in der Sammlung um 1900 Biedermeier, Realismus und Freilichtmalerei. Vertreten waren Künstler wie Ferdinand Georg Waldmüller, Theodor Hosemann, Wilhelm Leibl, Carl Schuch, Wilhelm Trübner, Fritz von Uhde, Max Slevogt und Max Liebermann. Durch Schenkungen kamen auch wenige Alte Meister hinzu wie zwei Porträts von Frans Hals. Die großen pommerschen Maler Caspar David Friedrich und Philipp Otto Runge wurden erst später wiederentdeckt.
Die Sammlung des Kunstvereins ging 1924 auf das  Städtische Museum Stettin über. In den zwanziger Jahren führte der Museumsdirektor Walter Riezler die fortschrittliche Ankaufspolitik des Vereins weiter. 1945 wurde die Kunstsammlung des Museums auf die Veste Coburg verlegt und fand 1966 ihren Platz in der Stiftung Pommern in Kiel. Seit 2000 sind die Gemälde, Zeichnungen und Grafiken aus der Sammlung des  Städtischen Museums Stettin im  Pommerschen Landesmuseum in Greifswald zu besichtigen.

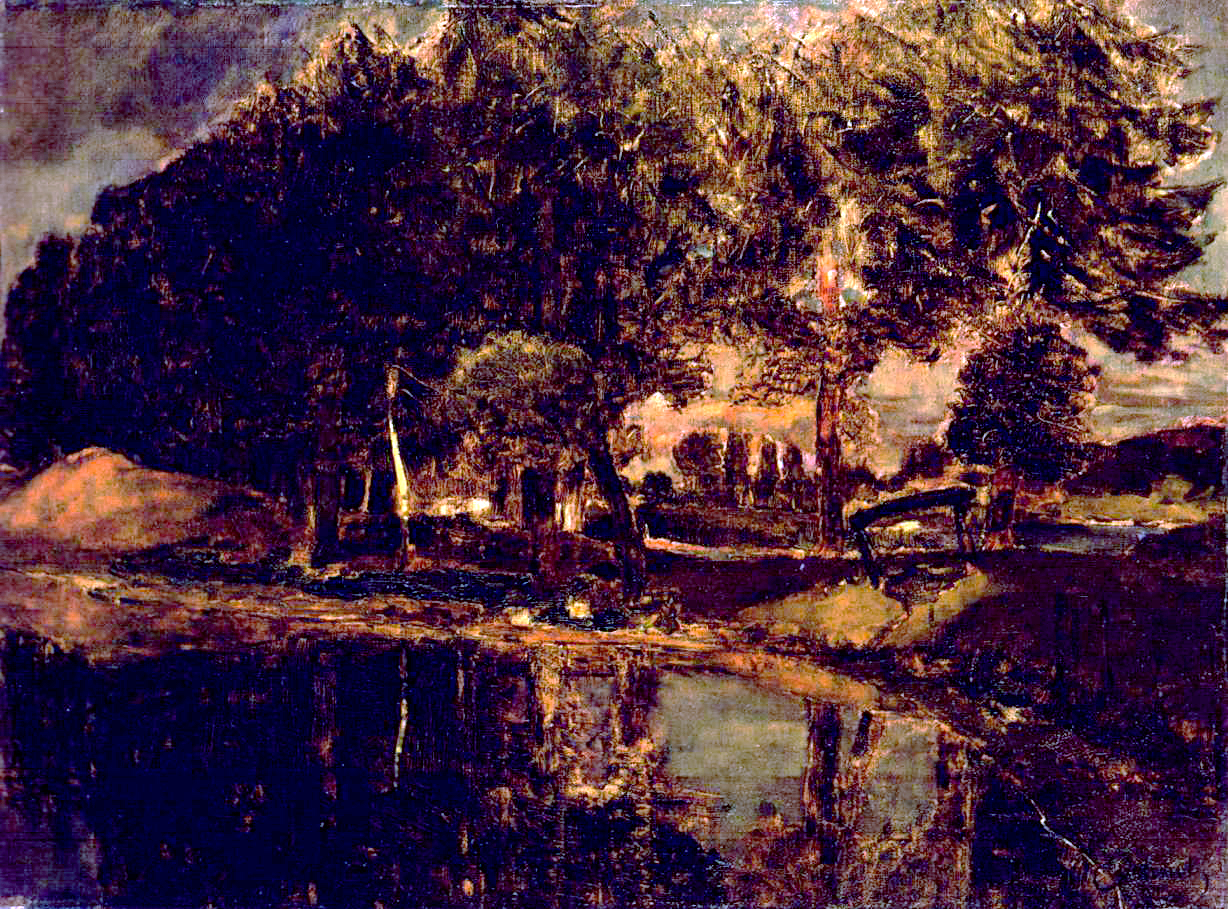
Carl Schuch: Am Seddiner See bei Kähnsdorf um 1880
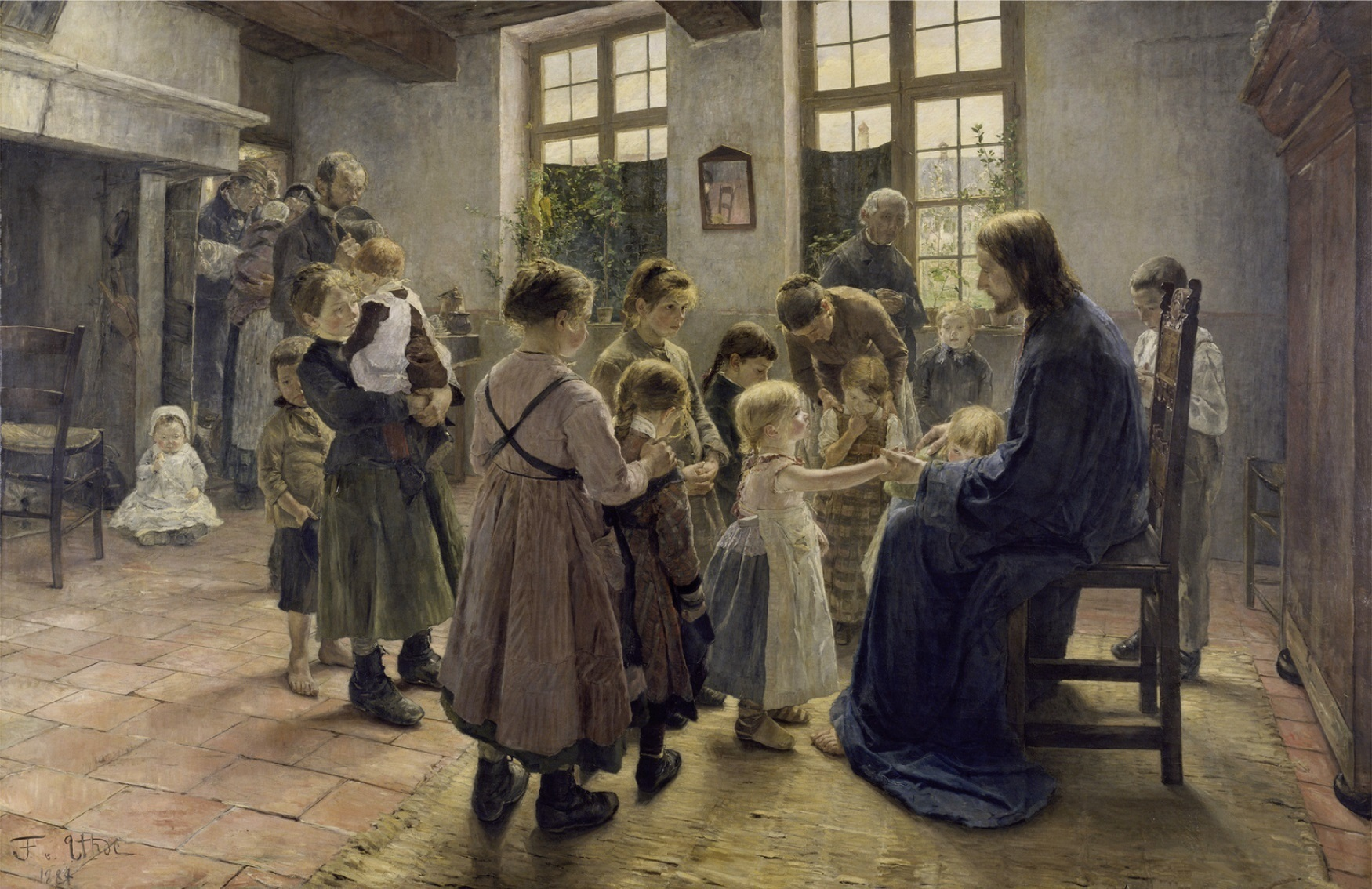
Fritz von Uhde: Lasset die Kindlein zu mir kommen 1883
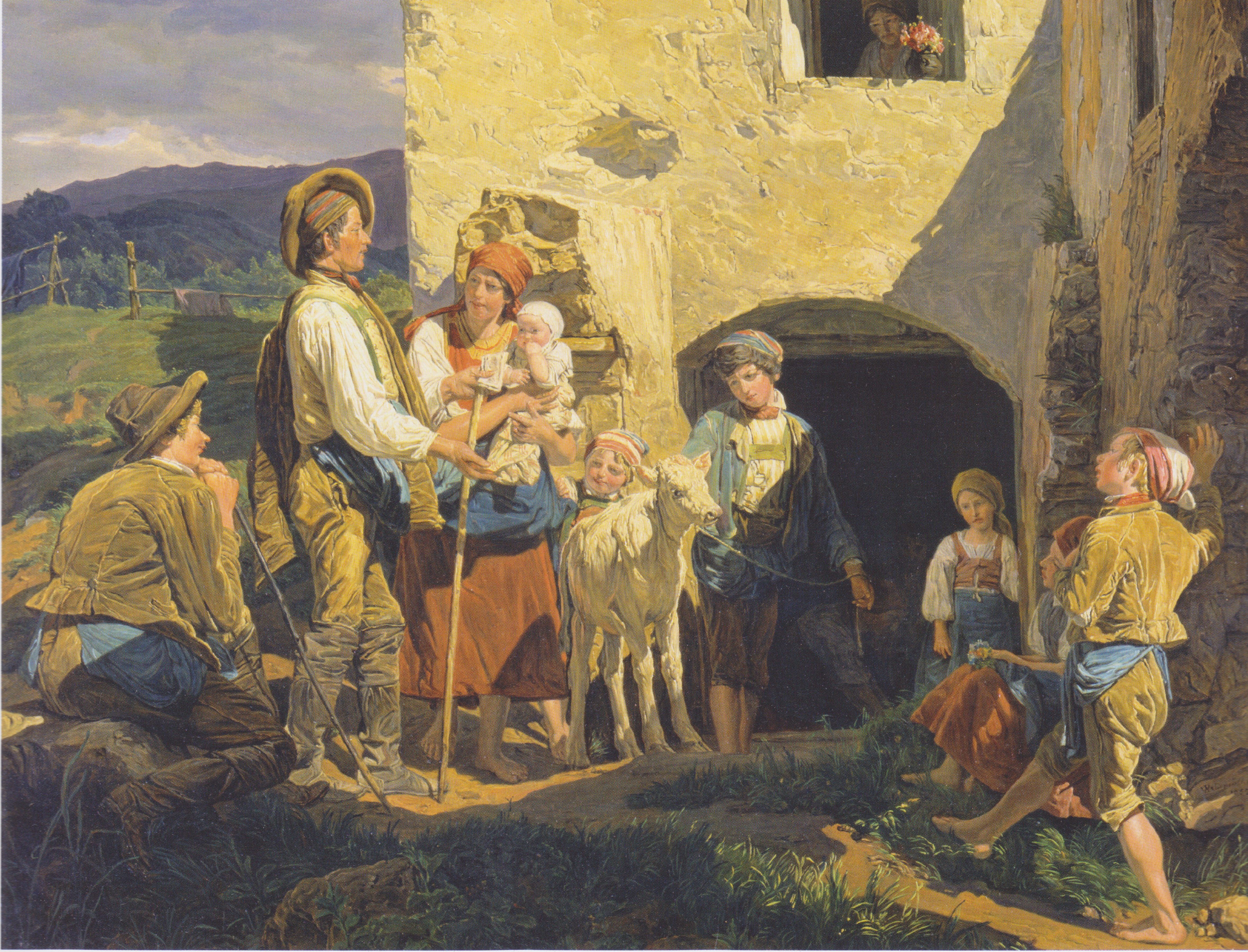
Ferdinand Georg Waldmüller: Der Notverkauf 1853

## Archivalien
Die Aktenbestände des Kunstvereins für Pommern (82 Akteneinheiten) und des Pommerschen Vereins für Kunst und Kunstgewerbe (61 Akteneinheiten) befinden sich im Staatsarchiv Stettin.